# Gilmar Iser
Gilmar Miguel Iser (Vera Cruz, 28 de agosto de 1964) é um treinador e ex-futebolista brasileiro que atuava como zagueiro. Atualmente comanda o Guarani de Venâncio Aires.

## Títulos

### Como treinador
Cachoeira
- Campeonato Gaúcho – Terceira Divisão: 2001

Novo Hamburgo
- Copa FGF: 2005
- Copa Emídio Perondi: 2005

Joinville
- Campeonato Catarinense – Divisão Especial: 2007